# Бёрнс, Карл
Карл Бёрнс (англ. Karl Burns, род. 1958, Манчестер, Англия) — британский рок-музыкант, барабанщик, наибольшую известность получивший как участник постпанк-группы The Fall. При том, что многие выходившие из состава участники возвращались обратно на некоторое время, Бёрнс в этом отношении установил рекорд: в 1977—1998 годах он возвращался в группу 9 раз. В конечном итоге решающей оказалась ссора с Марком Э. Смитом прямо на сцене в апреле 1998 года, после которой Бёрнс покинул группу и больше не возвращался.

## Биография
Бёрнс игравший в группе Nuclear Angel вместе с бас-гитаристом Тони Фрилом, стал первым постоянным барабанщиком The Fall: он присоединился к группе уже перед её вторым концертом. Бёрнс сыграл на первых двух синглах группы и на альбоме Live at the Witch Trials. В начале 1979 года Бёрнс ушёл из The Fall в The Teardrops, группу Стива Гарви из Buzzcocks. С ним же он образовал недолговечный параллельный проект Bok Bok. В 1981 году The Teardrops распались и год спустя Бёрнс вернулся в Fall — первоначально в качестве временной замены Полу Хэнли, не получившему визы перед началом американских гастролей. Записи, сделанные в ходе этого тура, были изданы на альбоме A Part of America Therein, 1981.
После возвращения группы в Великобританию Марк Э. Смит предложил Бёрнсу остаться, и группа играла с двумя барабанщиками вплоть до 1984 года, когда её покинул Хэнли. В этот период времени Бёрнс нередко выполнял и функции второго бас-гитариста (это документировано, в частности, треком «Lay Of The Land» из альбома The Wonderful And Frightening World Of The Fall).
В начале 1986 года Бёрнс вновь ушёл из The Fall и был заменён Саймоном Уолстенкрофтом, однако вернулся в 1993 году, и до ухода в 1988 году играл в тандемах — как ударных, так и бас-гитарных. В 1980-х годах Бёрнс с гитаристом Мартином Брамой образовал Thirst. Некоторое время он играл и с Public Image Limited (в сентябре 1979 года), но покинул состав после стычек с Китом Левином и Джа Уобблом.
Когда журналист Дэйв Симпсон поставил перед собой задачу разыскать всех музыкантов, когда-либо проходивших через состав Fall — обнародовав результаты сначала в газетной статье 2006 года, затем в книге «'The Fallen», — выяснилось, что двое участников оказались недоступны: Майк Ли и Карл Бёрнс. Ли к моменту публикации книги был найден, но Бёрнс — нет. Несколько бывших участников The Fall выразили опасение, что его, возможно, уже нет в живых. Вскоре, однако, стали появляться сообщения поклонников группы, видевших Карла в добром здравии. Марк Смит в интервью журналу Stool Pigeon рассказал о том, как недавно общался с матерью Бёрнса, которая сообщила ему о том, что её сын «живет где-то в горах, на какой-то ферме»

## Дискография

### The Fall

#### Альбомы
- Live at the Witch Trials (1978)
- A Part of America Therein, 1981 (1981)
- Hex Enduction Hour (1982)
- Room to Live (1982)
- Perverted by Language (1983)
- The Wonderful and Frightening World of The Fall (1983)